# داستان‌های عاشقانه
داستان‌های عاشقانه (لهستانی: Historie miłosne) یک فیلم درام به کارگردانی یرژی اشتور و دربارهٔ چهار مرد با عاشقانه‌های حل نشده‌است که در سال ۱۹۹۷ منتشر شد.